# John DeLuca
John DeLuca es un actor, cantante y bailarín estadounidense nacido el 25 de abril de 1986, en Longmeadow, Massachusetts. Es principalmente conocido por haber interpretado a Butchy en la Película Original de Disney Channel, Teen Beach Movie. y su secuela Teen Beach 2.

## Biografía
DeLuca nació en Longmeadow, Massachusetts, donde participó en varias obras de teatro en la escuela secundaria, entre las que se encuentra una basada en la novela de Lyman Frank Baum, El maravilloso mago de Oz. Se graduó en 2004. Posteriormente estudió teatro en la Universidad de Fordham en Nueva York, poco después de concluir sus estudios se mudó a Los Ángeles, donde reside actualmente.

### Carrera
En 2009, DeLuca apareció en un episodio de la sitcom de la NBC, 30 Rock en un rol sin acreditar. En ese mismo año apareció como invitado en un episodio de la serie de la ABC, Ugly Betty. De 2011 a 2013 aparece como invitado en series de televisión, tales como: Lights Out, y The Secret Life of the American Teenager, así como en las series originales de Disney Channel, Wizards of Waverly Place  y Jessie.
En 2011, participa en el episodio piloto del proyecto de comedia musical Zombies and Cheerleaders, bajo la producción de Joseph Raso y David Light.
En 2012 hace su debut en cine con la película We Made This Movie, una comedia sobre cinco graduados de secundaria sin perspectivas que deciden hacer una película con la esperanza de ser famosos y escapar de su deprimente ciudad, en la que interpreta a Jeff. En 2013, DeLuca participa en la película original Disney Channel, Teen Beach Movie, donde interpreta a Butchy; así mismo, aparece en el cortometraje It Remains y obtuvo un personaje recurrente en la serie de la ABC Family, Twisted.
El 28 de agosto de 2013, fue anunciado que DeLuca obtuvo el personaje principal en la película Staten Island Summer, del director Rhys Thomas, en la que comparte créditos con Graham Phillips, Ashley Greene y Zack Pearlman.

## Filmografía
| Cine       | Cine                                     | Cine                 | Cine                                     |
| Año        | Película                                 | Rol                  | Notas                                    |
| ---------- | ---------------------------------------- | -------------------- | ---------------------------------------- |
| 2012       | We Made This Movie                       | Jeff                 |                                          |
| 2012       | Hemingway                                | Colin Hemingway      |                                          |
| 2013       | It Remains                               |                      | Cortometraje                             |
| 2014       | Staten Island Summer                     | Anthony DiBuono      | Junto a Graham Philips                   |
| 2020       | Spree                                    | Mario                |                                          |
| Televisión |                                          |                      |                                          |
| Año        | Título                                   | Rol                  | Notas                                    |
| 2009       | 30 Rock                                  | Cantante principal   | 1 episodio, sin acreditar                |
| 2009       | Ugly Betty                               | Kevin                | 1 episodio                               |
| 2011       | Lights Out                               | Brent                | 2 episodios                              |
| 2011       | Wizards of Waverly Place                 | Tommy                | 1 episodio                               |
| 2012       | The Secret Life of the American Teenager | Guy                  | 1 episodio                               |
| 2013       | Jessie                                   | Timmy Finkleberg/McD | 2 episodios, junto a Maia Mitchell       |
| 2013       | Teen Beach Movie                         | Butchy               | Película para televisión                 |
| 2013       | Twisted                                  | Cole Farrell         | Personaje recurrente                     |
| 2015       | Teen Beach 2                             | Butchy               | Película para televisión (Preproducción) |
| 2019       | American Horror Story: 1984              | Rod                  | Estrella invitada                        |